# Hóquei sobre a grama nos Jogos Olímpicos de Verão de 1980 - Feminino
O torneio feminino de hóquei sobre a grama nos Jogos Olímpicos de Verão de 1980, em Moscou, ocorreu entre 25 e 31 de julho no Dynamo Minor Arena e no Young Pioneers Stadium.

## Medalhistas
Zimbabwe conquistou a medalha de ouro ao totalizar 8 pontos nas cinco partidas disputadas; a Tchecoslováquia ficou em segundo com um ponto a menos, recebendo a prata, enquanto a anfitriã União Soviética assegurou o bronze com 6 pontos.
|  | ZIM Zimbabwe |  | TCH Checoslováquia |  | URS União Soviética |
|  | Arlene Boxhall Liz Chase Sandra Chick Gillian Cowley Patricia Davies Sarah English Maureen George Ann Grant Susan Huggett Patricia McKillop Brenda Phillips Christine Prinsloo Sonia Robertson Anthea Stewart Helen Volk Linda Watson |  | Milada Blažková Jiřina Čermáková Jiřina Hájková Berta Hrubá Ida Hubáčková Jiřina Kadlecová Jarmila Králíčková Jiřina Křížová Alena Kyselicová Jana Lahodová Květa Petříčková Viera Podhányiová Iveta Šranková Marie Sýkorová Marta Urbanová Lenka Vymazalová |  | Liailia Akhmerova Natalia Buzunova Natalia Bykova Tatiana Embakhtova Nadezhda Filippova Liudmila Frolova Lidia Glubokova Nelli Gorbatkova Elena Guryeva Galina Inzhuvatova Alina Kham Natella Krasnikova Nadezhda Ovechkina Tatiana Shvyganova Galina Viuzhanina Valentina Zazdravnykh |

## Resultados
| Pos | Equipe          | Pts | J | V | E | D | GP | GC | SG  |
| --- | --------------- | --- | - | - | - | - | -- | -- | --- |
| 1   | Zimbabwe        | 8   | 5 | 3 | 2 | 0 | 13 | 4  | +9  |
| 2   | Tchecoslováquia | 7   | 5 | 3 | 1 | 1 | 10 | 5  | +5  |
| 3   | União Soviética | 6   | 5 | 3 | 0 | 2 | 11 | 5  | +6  |
|     |                 |     |   |   |   |   |    |    |     |
| 4   | Índia           | 5   | 5 | 2 | 1 | 2 | 9  | 6  | +3  |
| 5   | Áustria         | 4   | 5 | 2 | 0 | 3 | 6  | 11 | −5  |
| 6   | Polônia         | 0   | 5 | 0 | 0 | 5 | 0  | 18 | −18 |

| 25 de julho de 1980 11:00 |           |                                              |                        |
| Polônia                   | 0–4       | Zimbábue                                     | Young Pioneers Stadium |
|                           | Relatório | Chase (1) Davies (1) McKillop (1) Watson (1) | Young Pioneers Stadium |

| 25 de julho de 1980 12:45 |           |                         |                        |
| Áustria                   | 0–2       | Índia                   | Young Pioneers Stadium |
|                           | Relatório | Fernandes (1) Saini (1) | Young Pioneers Stadium |

| 25 de julho de 1980 17:00   |           |                |                        |
| União Soviética             | 2–0       | Checoslováquia | Young Pioneers Stadium |
| Buzunova (1) Krasnikova (1) | Relatório |                | Young Pioneers Stadium |

| 27 de julho de 1980 13:00      |           |         |             |
| Índia                          | 4–0       | Polônia | Minor Arena |
| Saini (1) Sharma (2) Sonir (1) | Relatório |         | Minor Arena |

| 27 de julho de 1980 14:45 |           |                             |             |
| Zimbábue                  | 2–2       | Checoslováquia              | Minor Arena |
| Chase (1) McKillop (1)    | Relatório | Hubáčková (1) Kadlecová (1) | Minor Arena |

| 27 de julho de 1980 17:00 |           |                         |             |
| União Soviética           | 0–2       | Áustria                 | Minor Arena |
|                           | Relatório | Lorenz (1) Pistauer (1) | Minor Arena |

| 28 de julho de 1980 13:00 |           |                              |                        |
| Índia                     | 1–2       | Checoslováquia               | Young Pioneers Stadium |
| Sonir (1)                 | Relatório | Hubáčková (1) Kyselicová (1) | Young Pioneers Stadium |

| 28 de julho de 1980 14:45 |           |         |                        |
| Áustria                   | 3–0       | Polônia | Young Pioneers Stadium |
| Kindler (1) Porsch (2)    | Relatório |         | Young Pioneers Stadium |

| 28 de julho de 1980 17:00 |           |              |             |
| União Soviética           | 0–2       | Zimbábue     | Minor Arena |
|                           | Relatório | McKillop (2) | Minor Arena |

| 30 de julho de 1980 15:30   |           |         |             |
| União Soviética             | 6–0       | Polônia | Minor Arena |
| Buzunova (2) Krasnikova (4) | Relatório |         | Minor Arena |

| 30 de julho de 1980 17:15 |           |           |             |
| Índia                     | 1–1       | Zimbábue  | Minor Arena |
| Saini (1)                 | Relatório | Chase (1) | Minor Arena |

| 30 de julho de 1980 17:15 |           |                                         |                        |
| Áustria                   | 0–5       | Checoslováquia                          | Young Pioneers Stadium |
|                           | Relatório | Čermáková (3) Hájková (1) Kadlecová (1) | Young Pioneers Stadium |

| 31 de julho de 1980 10:00 |           |                |             |
| Polônia                   | 0–1       | Checoslováquia | Minor Arena |
|                           | Relatório | Lahodová (1)   | Minor Arena |

| 31 de julho de 1980 11:45 |           |                                   |             |
| Áustria                   | 1–4       | Zimbábue                          | Minor Arena |
| Kindler (1)               | Relatório | Chick (1) Cowley (1) McKillop (2) | Minor Arena |

| 31 de julho de 1980 15:30   |           |           |             |
| União Soviética             | 3–1       | Índia     | Minor Arena |
| Buzunova (2) Krasnikova (1) | Relatório | Saini (1) | Minor Arena |